# So F***ing Special
So F***ing Special er et dansk tv-program, der produceres af DR og sendes på DR2.
I programmet tager livsstilseksperten Christine Feldthaus ud for at se mærkelige eller specielle ting, som danskere laver. Programmet udkom første gang den 25. marts 2012.

## Ekstern henvisning
- So F***ing Special | DR2 | DR